# 청주교육대학교
청주교육대학교(淸州敎育大學校, Cheongju National University of Education)는 대한민국의 국립 교육대학이다. 1941년 청주사범학교로 개교하였다. 주소는 충청북도 청주시 서원구 청남로 2065 (수곡동)에 위치해 있다.

## 연혁
- 1941년 3월 28일 청주사범학교설립
- 1941년 4월 20일 청주공립농업학교 구내의 가교사에서 개교
- 1962년 2월 17일 국립학교설치령 개정(각령 제455호)에 따라 2년제 교육대학으로 승격
- 1963년 2월 9일 폐교(제17회 졸업)
- 1962년 3월 26일 개교식
- 1993년 3월 1일 국립학교설치령 개정으로 청주교육대학을 청주교육대학교로 개칭

## 같이 보기
- 청주대학교
- 대한민국의 국립 대학 목록
- 대한민국의 대학 목록
- 대한민국의 교육